# 聖德肋撒醫院

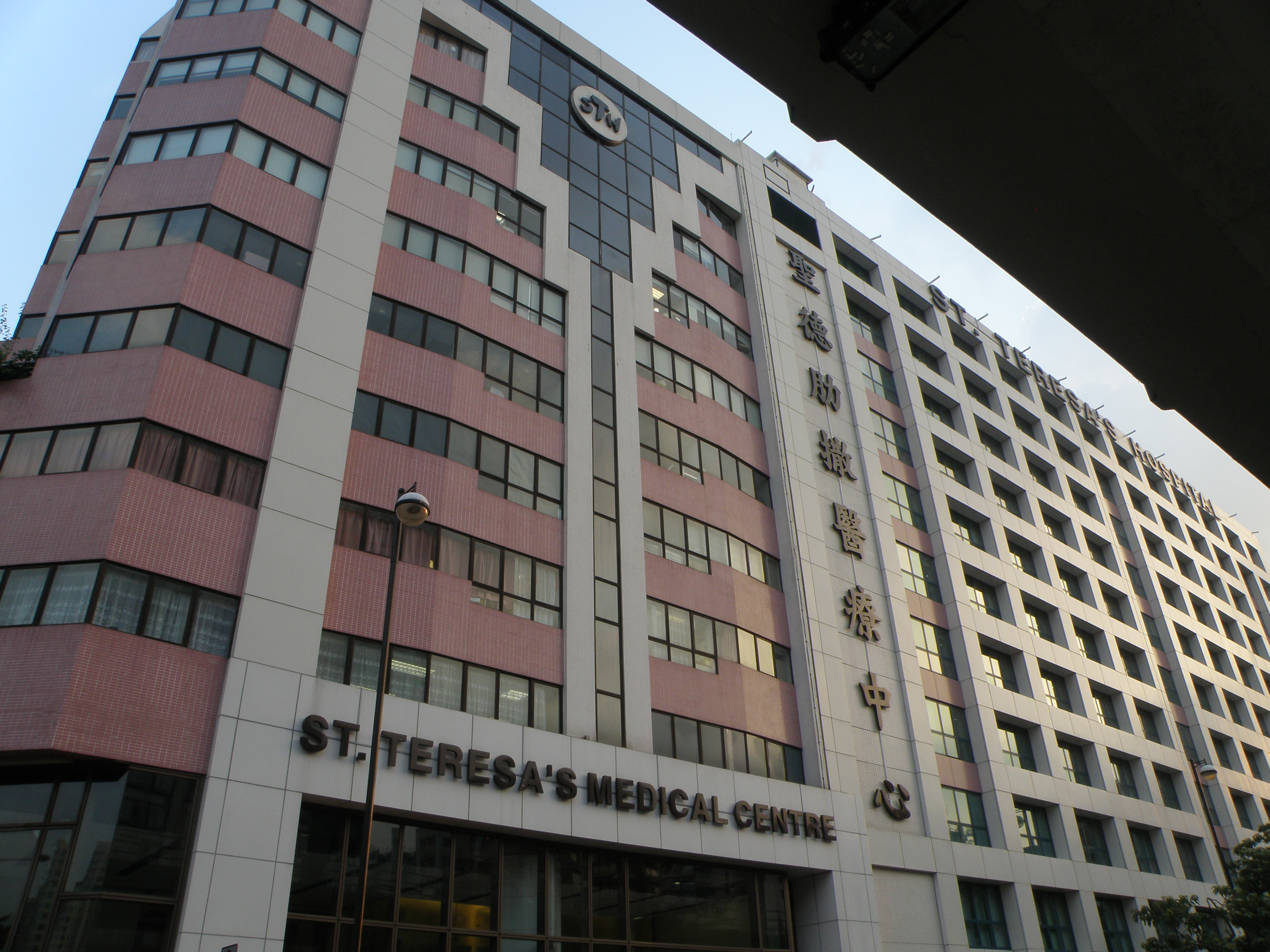
位於大樓內的聖德肋撒醫療中心

聖德肋撒醫院（英語：St. Teresa's Hospital）位於香港馬頭圍太子道西327號，是一所非營利天主教醫院，由法國沙爾德聖保祿女修會於1940年創立，故時常被稱之為「法國醫院」或「九龍法國醫院」。該院與另一所位於香港島的聖保祿醫院（暱稱「香港法國醫院」）是姊妹醫院。

## 歷史
聖保祿醫院的營運者是法国沙爾德女修會。早於1848年9月12日該女修會抵達香港作慈善工作，總部名為「聖童之家」，設於灣仔。1894年太平山一帶發生瘟疫，修會收容了不少病人，促使修會設立一所醫院。1898年1月1日，醫院於灣仔正式開幕，並附設了一所藥房。1908年1月6日，醫院遷至跑馬地，名為「加爾瓦略山會院」，由當時的香港總督盧吉主持開幕典禮。1916年，醫院再搬到銅鑼灣現址，並於1918年正式命名為聖保祿醫院。後來於1940年於馬頭圍創立聖德肋撒醫院，原址前身是1885年建立的馬頭圍華人墳場。
2002年建成的聖德肋撒醫院新翼，原址前身是1939年建立、1992年關閉的亞皆老街難民營。在新舊翼之間存有露明道公園，紀念旁邊一條已拆卸的圍村，名為古瑾圍，現時僅存「上帝古廟」石門遺址於公園內。

## 建築
醫院建築物包括北座，南座，東座及已於2002年12月落成啟用的新院大樓。

## 設施
2020年，醫院約有病床1000多張。
2017年，醫院曾經與醫院管理局合作，把部分公立醫院的內科病人轉介到該院的內科病房，舒緩公立醫院接收大量流感病人的壓力。

## 醜聞
香港審計署於2012年批評聖德肋撒醫院以捐款及支付「許可使用費」名義，先後向經營團體沙爾德聖保祿女修會送上巨款，轉移醫院的盈利。而根據地契，醫院得到政府批地建院的條件是醫院是非牟利，為鄰近居民提供慈善，價格相宜的醫療服務。而盈餘需再投資於醫院設備之上，不可轉移為股息發放於股東。醫院回應審計署報告，不否認修會收取醫院款項，並澄清盈利仍然會全部用於慈善用途，例如增添先進醫療設備，擴建醫院及興建護士學校等。

## 擴展閲讀
- 林遠航. . 香港01. 2025-05-13  [2025-05-18] （中文（香港））.

## 外部連結
- 聖德肋撒醫院 （页面存档备份，存于）
- 香港私家醫院資料簡介 （页面存档备份，存于）